# Gran Premi de la vila de Vigo
El Gran Premi de la vila de Vigo (Gran Premio Ciudad de Vigo) és una cursa ciclista d'un que es disputà a Vigo, a Galícia des del 1940.
A partir de 2001 entra al calendari de l'UCI i del 2005 al 2006 va formar part de l'UCI Europa Tour. A partir de l'any següent passa a disputar-se només per amateurs. Des del 2012 es divideix en dues proves.

## Gran Premi de la vila de Vigo I
| Any                             | Vencedor                      | Segon                  | Tercer            |
| ------------------------------- | ----------------------------- | ---------------------- | ----------------- |
| Gran Premi de la vila de Vigo   |                               |                        |                   |
| 1940                            | Delio Rodríguez               |                        |                   |
| 1941-1957                       | No disputat                   |                        |                   |
| 1958                            | Rik Van Looy                  |                        |                   |
| 1959-1969                       | No disputat                   |                        |                   |
| 1970                            | José Casas                    |                        |                   |
| 1971-1972                       | ?                             |                        |                   |
| 1973                            | Sebastián Pozo                |                        |                   |
| 1974-1975                       | ?                             |                        |                   |
| 1976                            | Sebastián Pozo                |                        |                   |
| 1977                            | Andrés Oliva                  |                        |                   |
| 1978                            | José Luis Blanco              |                        |                   |
| 1979                            | Enrique Martínez Heredia      |                        |                   |
| 1980                            | Jesús Suárez Cueva            |                        |                   |
| 1981                            | Miguel Acha                   |                        |                   |
| 1982                            | Jesús Blanco Villar           |                        |                   |
| 1983                            | Jesús Blanco Villar           |                        |                   |
| 1984                            | Alfonso Gutiérrez             |                        |                   |
| 1985                            | No disputat                   |                        |                   |
| 1986                            | Isidro Araújo                 |                        |                   |
| 1987                            | No disputat                   |                        |                   |
| 1988                            | Álvaro Pino                   |                        |                   |
| 1989                            | Jesús Blanco Villar           |                        |                   |
| 1990                            | Manuel Carrera                |                        |                   |
| 1991                            | Argimiro Blanco               |                        |                   |
| 1992                            | José Luis Sánchez de la Rocha |                        |                   |
| 1993                            | José Luis Sánchez de la Rocha |                        |                   |
| 1994                            | Miguel Gallego                |                        |                   |
| 1995                            | Juan José Rois                |                        |                   |
| 1996                            | Rogelio Alonso                |                        |                   |
| 1997                            | José Luis Sánchez de la Rocha |                        |                   |
| 1998                            | David García Dapena           |                        |                   |
| 1999                            | Óscar Pereiro                 |                        |                   |
| 2000                            | Fernando Ordoñez              |                        |                   |
| 2001                            | Pavel Brutt                   | Moisés Dueñas          | Emilio Gracia     |
| 2002                            | Nuno Marta                    | Ángel Rodríguez García | Enrique Salgueiro |
| 2003                            | Rubén Tapias                  | Fernando Sousa         | Iván Gilmartín    |
| 2004                            | Claudio Faria                 | José Ramón Troncoso    | David Santoñeva   |
| 2005                            | José Carlos Rodrigues         | Eloy Teruel            | Ángel Gutiérrez   |
| 2006                            | César Quiterio                | David García Dapena    | Jacek Morajko     |
| 2007                            | Óscar Bastos                  | Ángel Martín           | David Couto       |
| 2008                            | Aser Estévez                  | Jonathan González      | Pablo Torres      |
| 2009                            | José de Segovia               | Karol Domagalski       | Rafael Rodríguez  |
| 2010                            | Marco Fabian                  | William Aranzazu       | Rafael Rodríguez  |
| 2011                            | Ángel Vallejo                 | Moisés Dueñas          | José de Segovia   |
| Gran Premi de la vila de Vigo I |                               |                        |                   |
| 2012                            | Rafael Silva                  | Luís Afonso            | Marco Cunha       |
| 2013                            | Daniel López                  | David Raño             | José Luis Mariño  |
| 2014                            | José Luis Mariño              | Jonathan González      | Sergio Miguez     |
| 2015                            | Daniel López                  | Alejandro Magallanes   | Aser Estévez      |
| 2016                            | Aser Estévez                  | Cristian Mota          | Miguel Llaneza    |
| 2017                            | Maksym Vasyliev               | Aser Estévez           | Luis Junquera     |
| 2018                            | Guillermo García              | Aser Estévez           | Martín Lestido    |
| 2019                            | Leangel Linares               | Iván Feijoo            | Aaron Mariño      |
| 2021                            | Josué Gómez                   | Carlos Collazos        | Daniel Jiménez    |

## Gran Premi de la vila de Vigo II
| Any  | Vencedor                | Segon                 | Tercer            |
| ---- | ----------------------- | --------------------- | ----------------- |
| 2012 | Frederico Figueiredo    | Rafael Silva          | José de Segovia   |
| 2013 | Ángel Vallejo           | Hélder Ferreira       | Jonathan González |
| 2014 | Aser Estévez            | José Luis Mariño      | Roberto Mediero   |
| 2015 | Marino Kobayashi        | Roberto Mediero       | Daniel López      |
| 2016 | Samuel Blanco           | Martín Bouzas         | Aser Estévez      |
| 2017 | Aliaksandr Piasetski    | Vladislav Bakumenko   | Aser Estévez      |
| 2018 | Jesús Rodríguez Ponciña | Ángel Gutiérrez       | Jesús Nanclares   |
| 2019 | Aliaksandr Piasetski    | Guillermo García      | Martin Lestido    |
| 2021 | Ricardo Zurita          | Antonio Eric Fagundez | Carlos Collazos   |